# Liste der Monuments historiques in Sandrans
Die Liste der Monuments historiques in Sandrans führt die Monuments historiques in der französischen Gemeinde Sandrans auf.

## Liste der Bauwerke
| Bezeichnung      | Beschreibung              | Standort | Kennzeichnung | Schutzstatus | Datum | Bild           |
| ---------------- | ------------------------- | -------- | ------------- | ------------ | ----- | -------------- |
| Kirche St-Priest | Erbaut im 12. Jahrhundert | (Lage)   | PA00116576    | Inscrit      | 1926  | weitere Bilder |

## Liste der Objekte
- Monuments historiques (Objekte) in Sandrans in der Base Palissy des französischen Kultusministeriums